# Naoto Hasegawa
Naoto Hasegawa (japanisch 長谷川 直人 Hasegawa Naoto; * 15. November 1996 in Niigata) ist ein japanischer Leichtathlet, der sich auf den Hochsprung spezialisiert hat.

## Sportliche Laufbahn
Erste internationale Erfahrungen sammelte Naoto Hasegawa im Jahr 2023, als er bei den Asienmeisterschaften in Bangkok mit übersprungenen 2,23 m den vierten Platz belegte. Anschließend schied er bei den Weltmeisterschaften in Budapest mit 2,25 m in der Qualifikationsrunde aus. 2025 klassierte er sich bei den Hallenweltmeisterschaften in Nanjing mit 2,20 m auf dem siebten Platz und belegte im Mai bei den Asienmeisterschaften in Gumi mit 2,23 m den vierten Platz.